# Pokémon Ranger: Trazos de Luz
Pokémon Ranger: Trazos de Luz (en inglés: Pokemon Ranger: Guardian Signs), conocido en Japón como Pokémon Ranger: Kō no Kiseki (ポケモンレンジャー 光の軌跡 Pokemonrenjā-kō no kiseki?, lit. Pokémon Ranger: Trazos de Luz), es un videojuego RPG de acción, aventura y estrategia desarrollado por Creatures Inc., una compañía filial de Nintendo, y su lanzamiento fue en el año 2010 para la plataforma Nintendo DS. Corresponde a un spin-off de Pokémon y es la secuela de Pokémon Ranger: Sombras de Almia.

## Argumento
El juego se da en la región ficticia de Oblivia, la cual es un archipiélago. Verán y Brisa son unos Rangers con algo de experiencia, a los cuales se les encomienda la misión de proteger a los Pokémon de los malvados Pokémon Nappers.

## Personajes
Estos son los personajes principales del juego:
- Verán, el protagonista masculino del juego.
- Brisa, la protagonista femenina del juego.
- Pichu Kelele, un Pichu que lleva un ukelele y que acompaña al protagonista en la aventura.
- Profesor Gobios, director de la Unión Ranger. Es quien encomienda la misión del juego.
- Los Pokémon Nappers, enemigos de la historia.

## Recepción

### Críticas
El juego recibió generalmente críticas mixtas a positivas.

### Ventas
Fue el juego más vendido en Japón en la semana del 1 de marzo al 7 de marzo, vendiendo 161 000 copias. Se mantuvo a la cabeza la siguiente semana, vendiendo 65 000 copias. El juego vendió 360 000 copias en su primer mes de lanzamiento.